# Reloj del pavo real

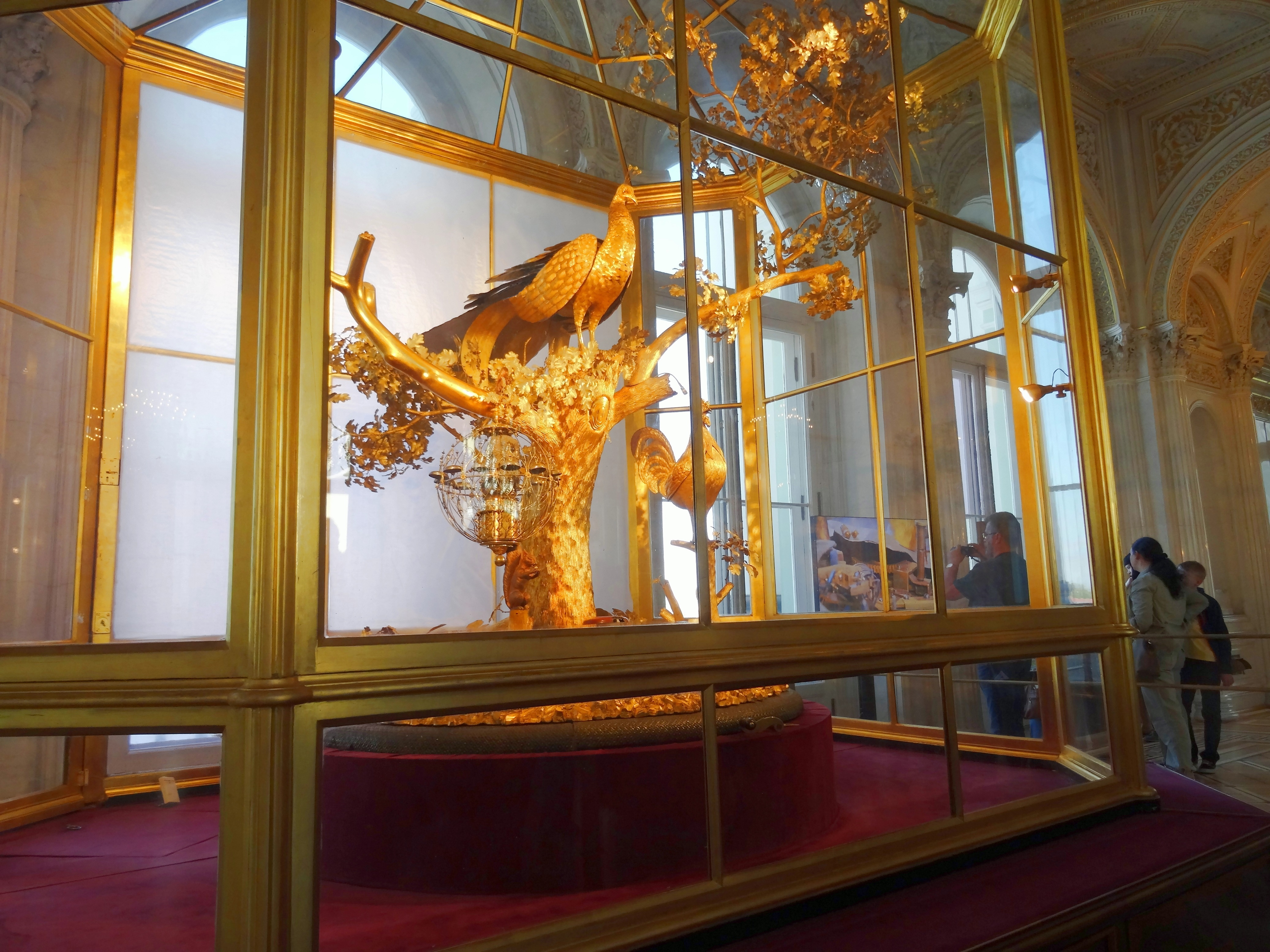
Reloj pavo real

El reloj del pavo real es reloj autómata que presenta tres pájaros mecánicos de tamaño real. Fue fabricado por el empresario James Cox en la segunda mitad del siglo XVIII y por influencia de Grigory Potemkin fue adquirido por Catalina la Grande en 1781. Hoy es una exhibición destacada en las colecciones del Museo del Hermitage en San Petersburgo. Se retrasmite diariamente en el canal de televisión ruso Russia-K .

## Descripción
Era habitual combinar los autómatas en mecanismos de varias figuras. La disposición de este reloj recrea una escena de la naturaleza. En el centro hay un pavo real sentado en un tronco de roble. Alrededor de la escena hay otras plantas y animales que son reproducciones a tamaño natural.
Los materiales utilizados son bronce, oro (dorado), madera, esmalte y plata y vidrio en la base.

Es de cobre dorado en diferentes colores. Todos los plumines están hechos individualmente y cuidadosamente grabados. Las plumas aumentan de la cabeza a la cola. Las plumas de la cola de filigrana se mantienen en forma incluso cuando están de pie y no se inclinan. No hay ningún tornillo visible en la superficie. Las patas delicadas y realistas del pavo real están hechas de acero y oro y sostienen y conectan el mecanismo.
Se encuentra sobre un detallado roble de cobre dorado. El roble tiene tres ramas. Visto de frente, a la derecha, una rama alta con un dosel de hojas se extiende hacia arriba. Algunas de las ramas parecen haber sido cortadas o rotas. Visto de frente, a la izquierda, ha crecido una rama desnuda, detrás una frondosa. Las ramas y los brotes se dividen a su vez en cincuenta ramitas, con follaje y bellotas doradas. Las serpientes se enroscan alrededor del tronco del roble, pero hay diferentes versiones sobre el número de serpientes. Es cierto que la versión anterior, para el mercado chino, tenía dos serpientes. En la presente exposición no hay ninguna, una o dos serpientes.
En el lado izquierdo de la caja, un búho se encuentra en una jaula esférica. En cuanto a la coloración, no es dorada, como la impresión general del reloj, sino que parece plateada, de color antracita. También tiene ojos hechos de piedras negras. Alrededor de la rejilla de su jaula hay doce campanas En el lado derecho, ligeramente adelantado, está el gallo dorado sobre una rama vertical.
El suelo irregular del bosque sobre el que se levanta el roble está surcado de raíces. Sobre ella se asientan setas y plantas, así como pequeños caracoles. Una planta de calabaza serpentea por el suelo. Delante del tronco del roble está la seta más grande. Este hongo sirve para el trabajo del reloj. Es bastante discreto, lo que subraya que la función de la hora está subordinada en esta obra de arte[2]. En el techo de la "seta del reloj", una libélula dorada con alas perforadas en filigrana baila en círculos cada segundo. Se añadieron tres ardillas como animales adicionales. El más grande se encuentra bajo la jaula del búho. Sostiene una bellota dorada que, para asombro de los visitantes del museo, no mordisquea mecánicamente.
El pedestal está ligeramente curvado. El borde está profusamente decorado y engastado con piedras de estrás blancas y rojas. Había un pabellón de oro blanco de Inglaterra que rodeaba el reloj del pavo real. Sin embargo, parece que no llegó a San Petersburgo. En su lugar, la empresa local "Nicholas & Plinke" fabricó en 1851 una vitrina de madera dorada, que ahora se exhibe en el museo. En la época soviética se añadió otro pedestal, con terciopelo rojo, y un soporte octogonal. La iluminación interna y un pequeño micrófono delante del gallo se añadieron alrededor del año 2000.

## Mecanismo
La mecánica de los relojes se había perfeccionado durante siglos. En cambio, la mecánica de los autómatas animados ha tenido que ser repensada por fallos inesperados. Sin un mantenimiento experto, los complejos autómatas se vuelven rápidamente defectuosos. Con el paso del tiempo, fueron desmontados y montados varias veces por diferentes personas, lo que rara vez ayudó a su mantenimiento. Incluso en el siglo XX, este reloj tuvo que ser reparado varias veces. En 1994, el Hermitage creó un laboratorio independiente para los movimientos de los relojes y los mecanismos musicales. Sólo a partir de estos cuidados específicos se estabilizó su marcha. Cuando el equipo del Hermitage se hizo cargo de este, no existía ninguna documentación, por lo que la reparación se basó únicamente en la observación, como había sucedido desde el principio de su construcción. Este no fue reparado hasta finales del siglo XIX.
Se puede acceder al mecanismo retirando una tapa en la base, a los pies de la gran seta del reloj. El elaborado complejo contiene cuatro mecanismos independientes. Tres ponen en movimiento a las aves y el cuarto es el reloj propiamente dicho. En el reloj del pavo real, se puede observar que el búho, el gallo y el mecanismo del reloj eran probablemente componentes que funcionaban de forma independiente y que se añadieron al pavo real en una fecha posterior. La conexión entre los componentes se realiza a través de un sistema de largas palancas de tracción que garantiza que las aves se pongan en movimiento en el orden correcto. El reloj del pavo real es un complejo de cuatro mecanismos.
El mecanismo del reloj controla los movimientos de los pájaros. Para que los animales entren en acción, hay que dar cuerda al mecanismo, lo que se hace mediante una manivela acoplable y una llave de reloj. Una vez enrollado, el ciclo se repite cada hora, durante aproximadamente 8 a 10 horas. Los sonidos que emiten los animales son similares a sus voces naturales.
El mecanismo del reloj funciona continuamente. Para preservar el antiguo mecanismo, hoy en día los animales sólo se mueven una vez a la semana, bajo supervisión. Junto a la exposición, una pantalla muestra constantemente el mecanismo en funcionamiento.
Mientras que los autómatas sólo entran en acción periódicamente, el mecanismo del reloj debe funcionar las veinticuatro horas del día El mecanismo del reloj se encuentra bajo una seta, justo delante del tronco del roble. El movimiento de ocho días marca los cuartos de hora y las horas completas. El mecanismo del reloj corresponde al mecanismo tradicional de los relojes de mesa ingleses con carrillón 
El mecanismo del reloj tiene tres cadenas cinemáticas, una carrera con escape de husillo, un carillón para los cuartos de hora con ocho campanas y otro carillón para el reloj. El mecanismo del reloj toca la llamada melodía Whittington cada cuarto de hora en el carillón interior. Tiene dos esferas giratorias: Una para los minutos, en números arábigos, y la segunda para las horas, con números romanos. Esta notación era común en los relojes del siglo XVIII. En este reloj, las esferas giran, mientras que una aguja de reloj fija indica el valor. Una libélula se sitúa en la parte superior de la seta y actúa como segundero, girando en un círculo gradual con cada tictac.

## Secuencia
1. Búho: El reloj inicia los movimientos del búho cada hora. El mecanismo hace que la jaula gire doce veces alrededor del animal. Al mismo tiempo, se toca una melodía en las campanas de la rejilla de la jaula. El búho gira la cabeza hacia un lado y otro, parpadea al compás y da golpecitos con su garra derecha. Mientras tanto, se oye la llamada del búho. Después de las doce rotaciones de la jaula, este ciclo termina.
2. Pavo real: Unos 90 segundos después del inicio del búho, comienzan los movimientos del pavo real. Extiende sus plumas y da una voltereta. Las plumas del pavo real están unidas a elementos mecánicos que están conectados por un accionamiento común en el cuerpo del ave. Acompañando a esto, estira el cuello y la cabeza de forma natural hacia arriba, hacia delante, hacia atrás y hacia los lados, abriendo ligeramente el pico. A continuación, gira su vista trasera hacia el espectador, se detiene brevemente y vuelve al frente. Tras mover de nuevo la cabeza, la devuelve a su posición original y vuelve a plegar su plumaje.

Los motores mecánicos del pavo real están alojados en la base. Una varilla en la pata del pavo real pone en movimiento la cabeza, las alas y la cola. La palanca que tiene que levantar las pesadas plumas metálicas de la cola es inesperadamente pequeña. Para que funcionara de todos modos, en el taller de Cox se construyeron muelles adicionales en el vientre del pavo real para mantener el equilibrio de las plumas de la cola. Mikhail Guryev, jefe de restauración de relojes del Hermitage, lo califica de solución ingeniosa.
1. Gallo: El final del mecanismo del pavo real pone en marcha el gallo. Sacude la cabeza varias veces y grazna cuatro veces, recordando a un reloj de cuco.